# Opius crenulaticeps
Opius crenulaticeps är en stekelart som beskrevs av Fischer 1963. Opius crenulaticeps ingår i släktet Opius och familjen bracksteklar. Inga underarter finns listade i Catalogue of Life.